# ایسلند سیتی (اورگن)
ایسلند سیتی (به انگلیسی: Island City) شهری در شهرستان یونیون ایالت اورگن است و در سرشماری سال ۲۰۱۱ میلادی، ۹۸۹ نفر جمعیت داشته که نسبت به سال ۲۰۱۰، ۲٫۱۲ درصد رشد جمعیت داشته‌است.